# Polska Federacja Squasha
Polska Federacja Squasha (PFS) – jest organizacją non-profit, której głównym celem działania jest propagowanie squasha jako dyscypliny sportowej oraz formy aktywnego wypoczynku w Polsce. Działa w zgodzie z przepisami i wymogami Światowej Federacji Squasha (World Squash Federation) oraz  Europejskiej Federacji Squasha (European Squash Federation), będąc jedyną organizacją posiadającą prawo do reprezentowania polskiego squasha na arenie ogólnopolskiej i międzynarodowej.
Siedziba federacji znajduje się w Warszawie.